# Izauropol

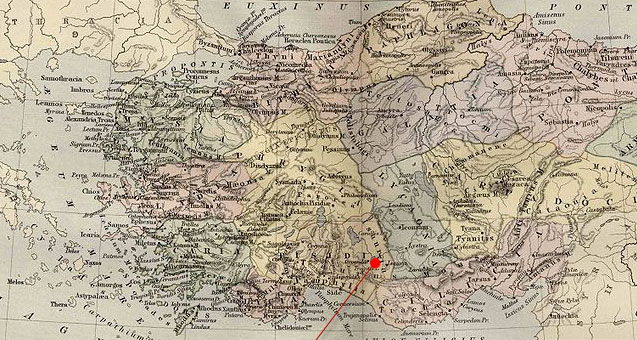
Położenie Izaurii na terenie Azji Mniejszej

Izauropol (starożytna greka: Ἰσαυρόπολις) – miasto z czasów rzymskich i bizantyńskich w południowej Turcji.
Miasto na terenie starożytnej Likaonii, prawdopodobnie tożsame z Isaura Palaja (Starą Izaurą). Musiało się znajdować w pobliżu Isaura Nea (Izaura Nowa), z którą było połączone. Mogło być stolicą dystryktu Izauria (Ἰσαυρία).